# Mohács
Mohács (uitspraak mohaatsj, [ˈmohaːʧ]) (Duits: Mohatsch) is een stadje in Hongarije. Mohács ligt aan de Donau op 45 km afstand oostelijk van Pécs en 11 km van de grens met Kroatië.

## Slag bij Mohács
Bij Mohács speelde zich voor Hongarije wel het grootste drama uit die tijd af. In 1526, toen de Turken naar het noordwesten oprukten, wilden de Hongaren deze hier terugslaan. Dit lukte echter niet. Ze werden volledig verslagen. De bloem van de Hongaarse adel ging hier bloedig ten onder. Ook koning Lajos II (Lodewijk II van Hongarije) vond in die veldslag op 29 augustus 1526 de dood, zodat het land onbeschermd openlag voor de Turken. Door de doorbraak van de Turken werd het gehele land overrompeld. Na de veldslag werden circa 1.000 krijgsgevangenen door de Turken gedood, een gebeurtenis die bekendstaat als de krijgsgevangenenmoord van Mohács. 
De weduwe van koning Lajos II, koningin Maria van Hongarije, die bekendstond als één der meest ontwikkelde vrouwen uit die tijd, werd later stadshoudster van Brabant en landvoogdes der Nederlanden.

## Folklore
In een museum te Mohács zijn herinneringen aan de veldslag en aan de historie van de stad te zien. Als het voorjaar is geworden, zo rond Pasen, viert men hier het feest "Poklada", dit betekent in het Zuid-Slavisch "verkleding" en ook "nieuwgeboren". Het is een feest, dat zijn oorsprong vindt in een oeroude traditie van een volksgroep die in Mohács woont, de zgn. Schokatzen.
De Hongaren kennen dit als het Busó-feest (Busójárás in het Hongaars).
Er is een legende, waarin verhaald wordt dat de bevolking van Mohács zich wist te redden uit de handen van de Turken, door in een schuilplaats op een eilandje in de Donau angstaanjagende maskers te snijden.
Door deze maskers voor hun gezicht te plaatsen, zouden de Turkse vijanden zo geschrokken zijn, dat ze op de vlucht sloegen.
Thans geldt dit feest meer als een traditioneel voorjaarsfeest.
De optocht der maskers, de rondedans om het vuur "en het springen over de vlammen", kunnen als onderdeel van een groots dansspel beschouwd worden dat ieder jaar weer duizenden toeschouwers trekt naar Mohács.

## Verbindingen
Mohács is zowel per weg als per spoor goed bereikbaar, verder heeft de stad een haven aan de Donau. Bij Mohács is nu een veerverbinding over de Donau, de Hongaarse regering maakt plannen voor de bouw van een brug over de Donau. Eerder (in 2019) werd de planvorming voor de brug stilgelegd. Naar nu blijkt is er een discussie over het verloop van de autosnelweg M9 (Hongarije). Het eerdere tracé van deze weg via de bestaande brug nabij Szekszárd wordt heroverwogen, en verloopt straks via Mohács, de geplande 2x1 rijstroken op de brug worden dan een 2x2 rijstrooksvariant.

## Foto's

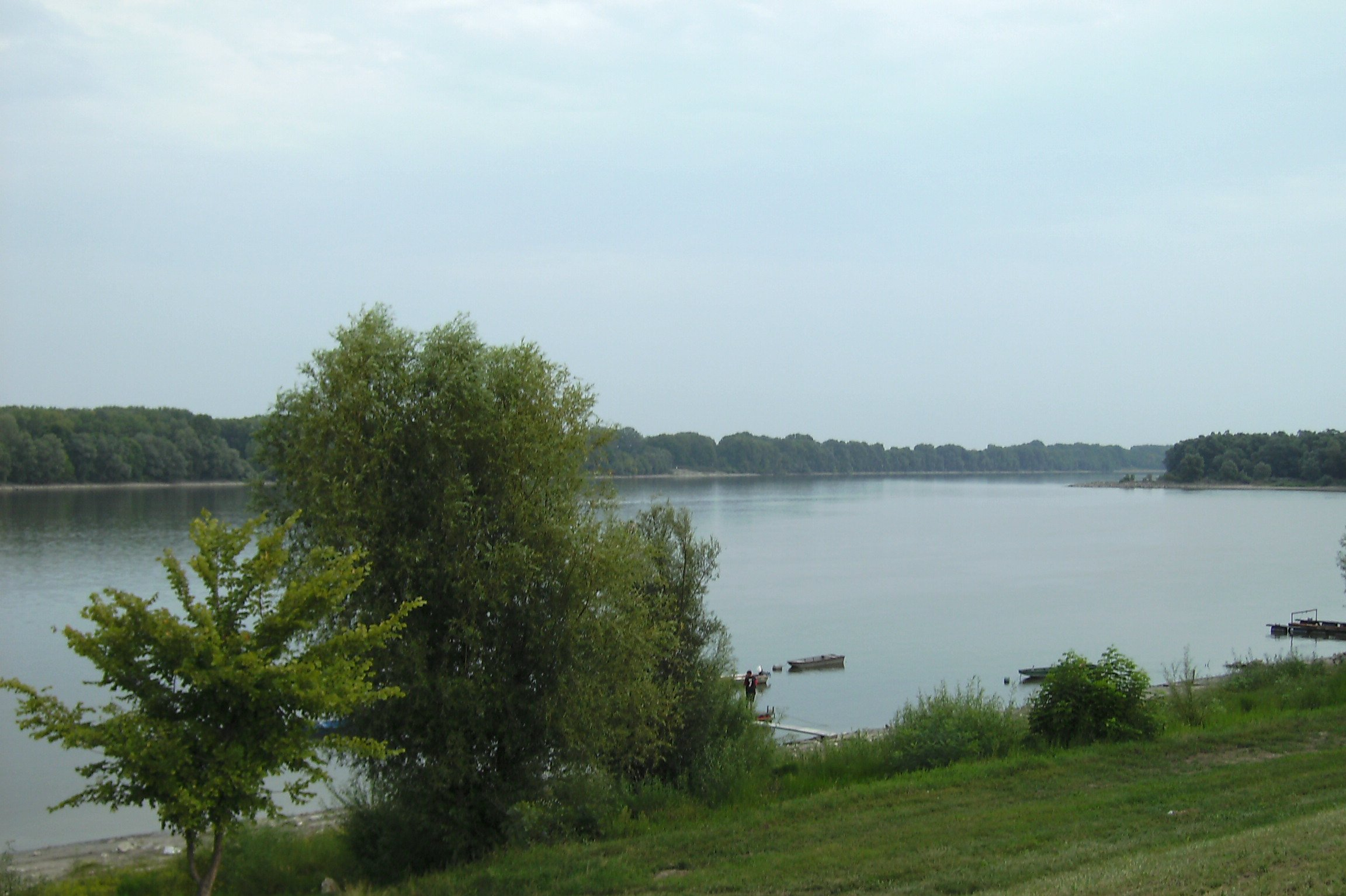
Donau bij Mohács
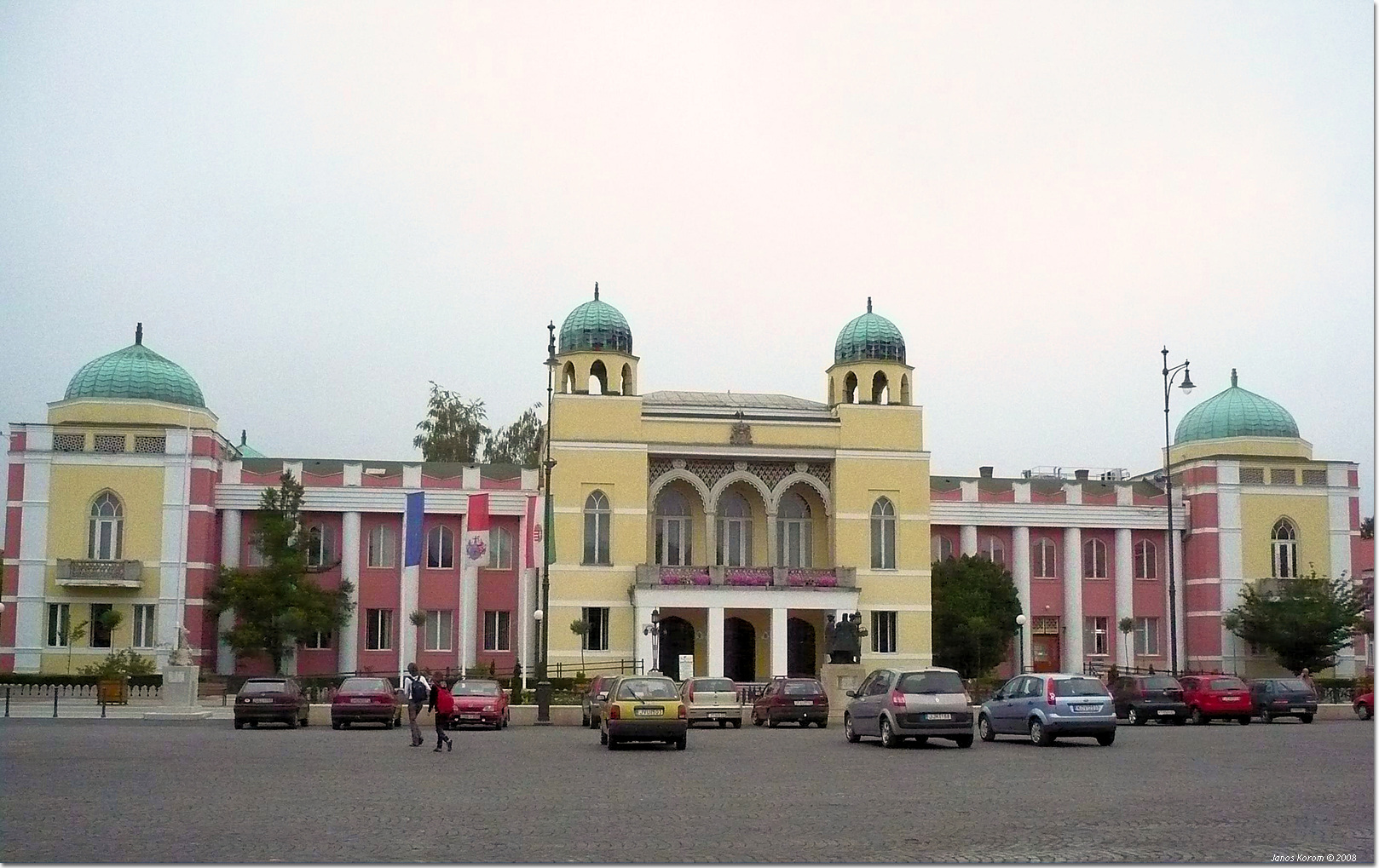
Gemeentehuis
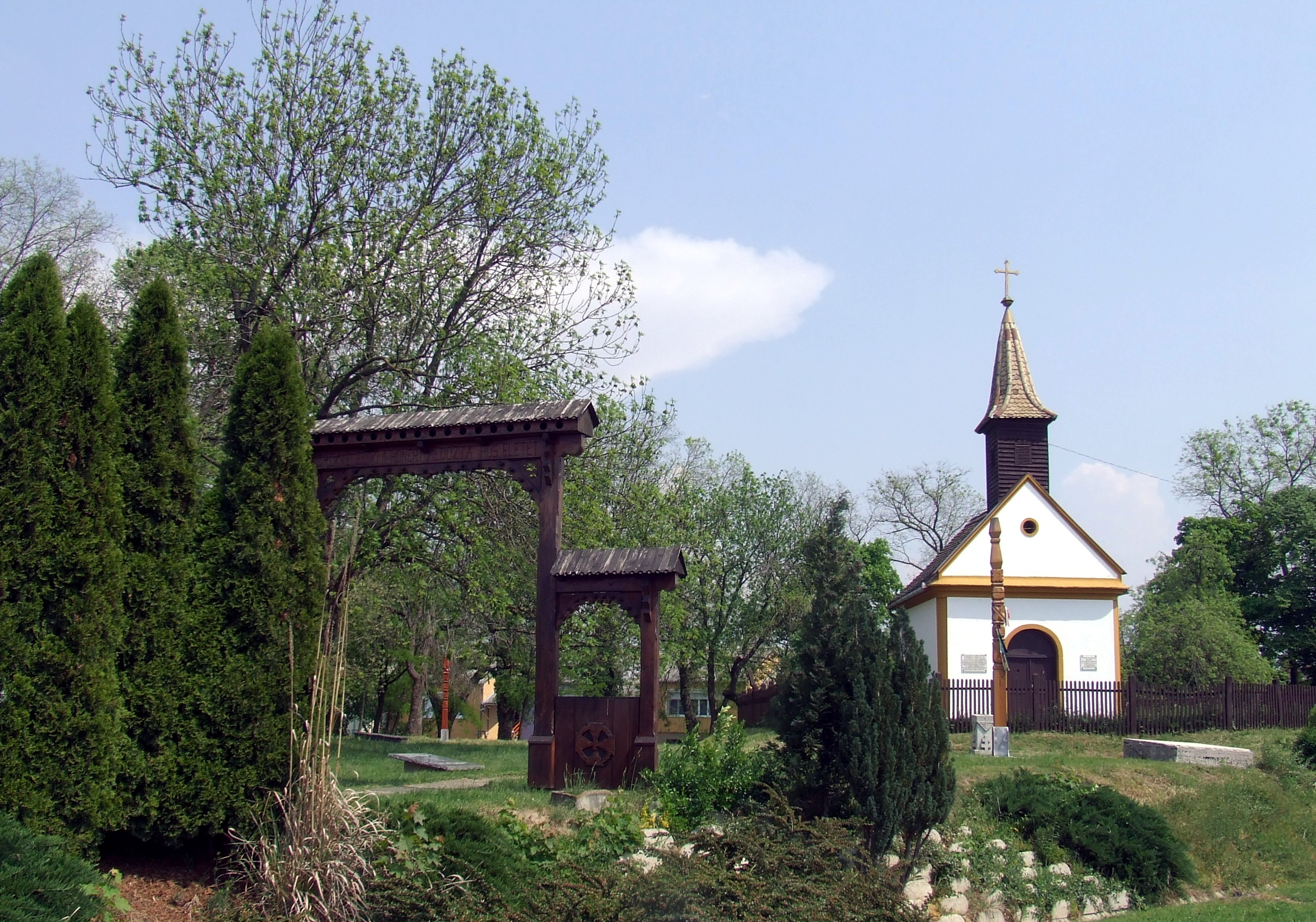
Herdenkingspark
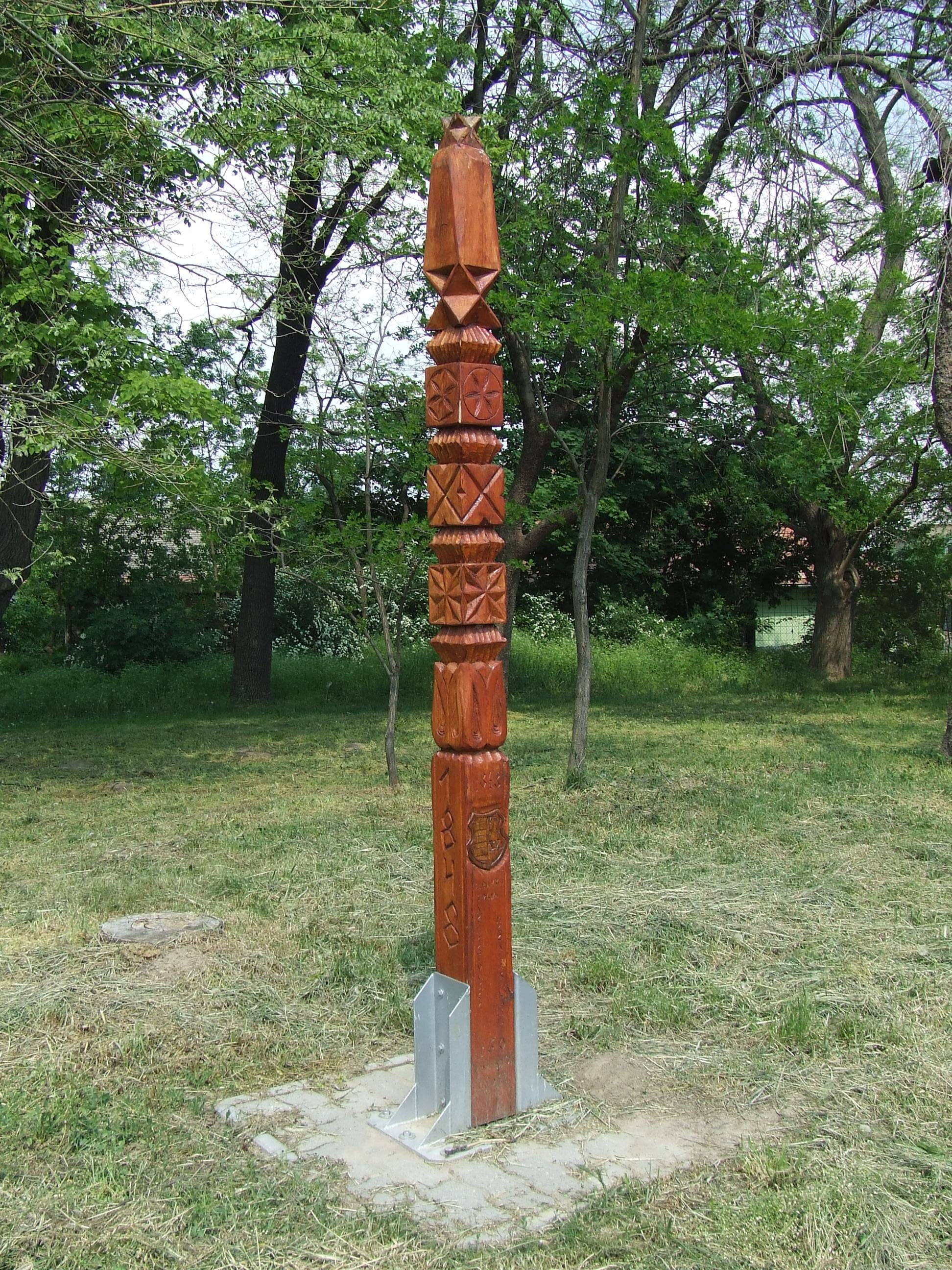
Herdenkingspark
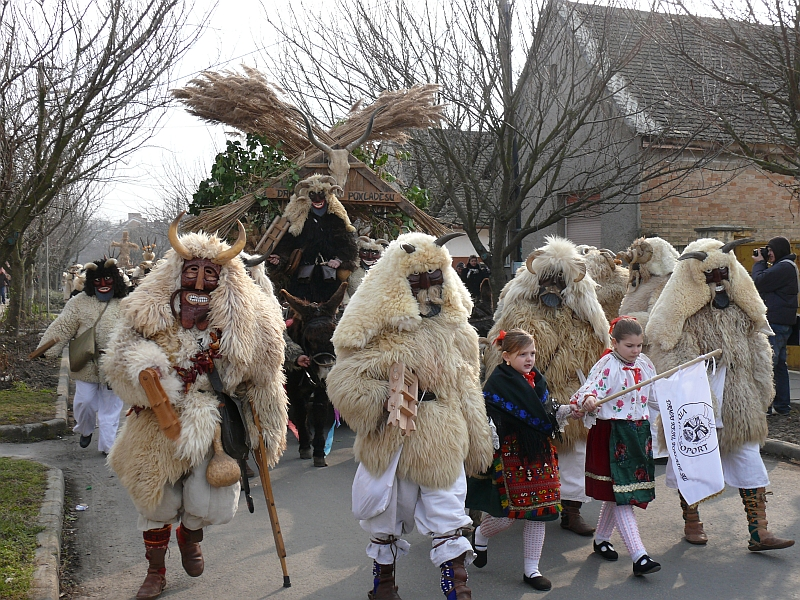
Busójárás-festival
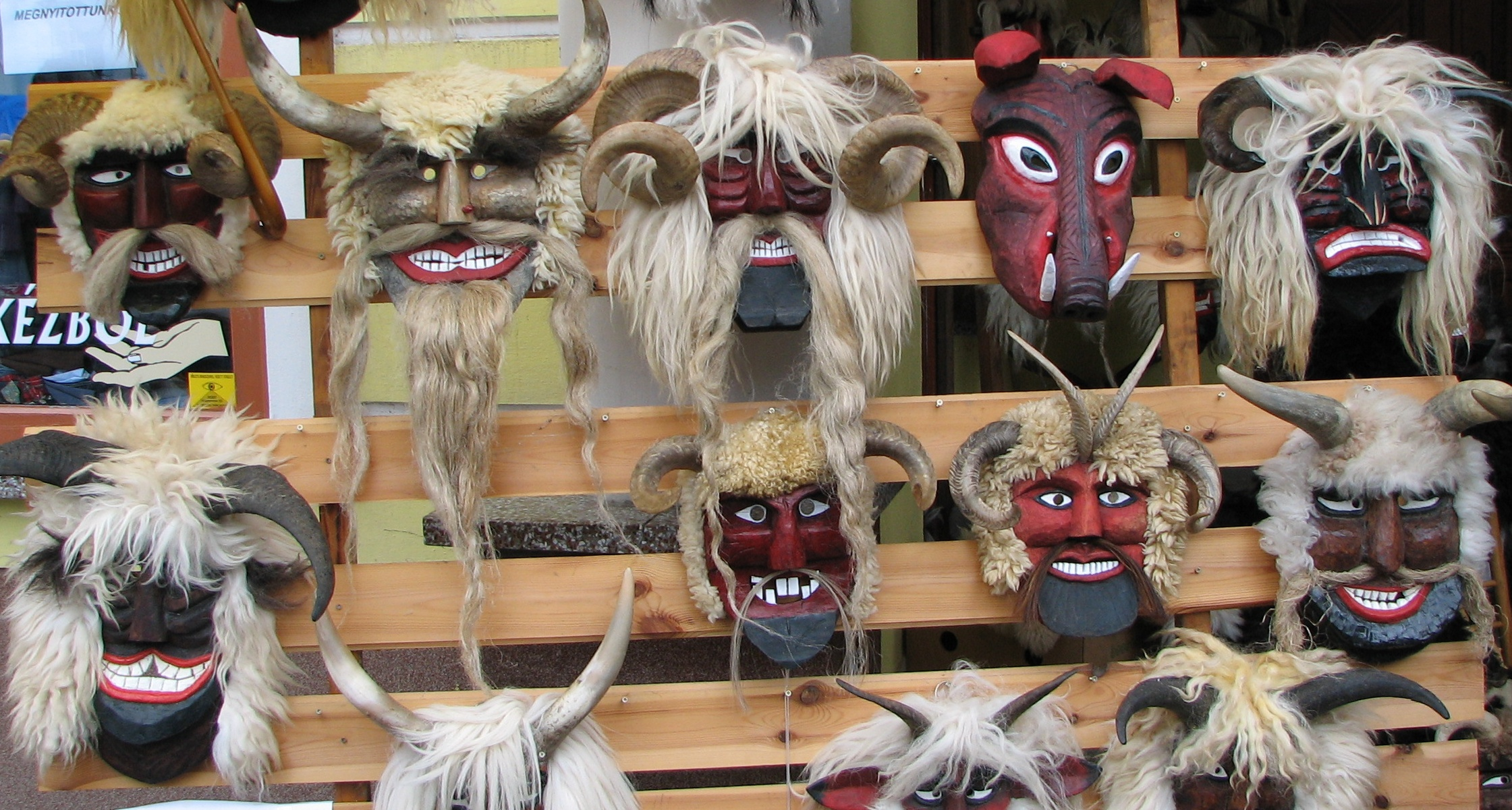
Busó-maskers
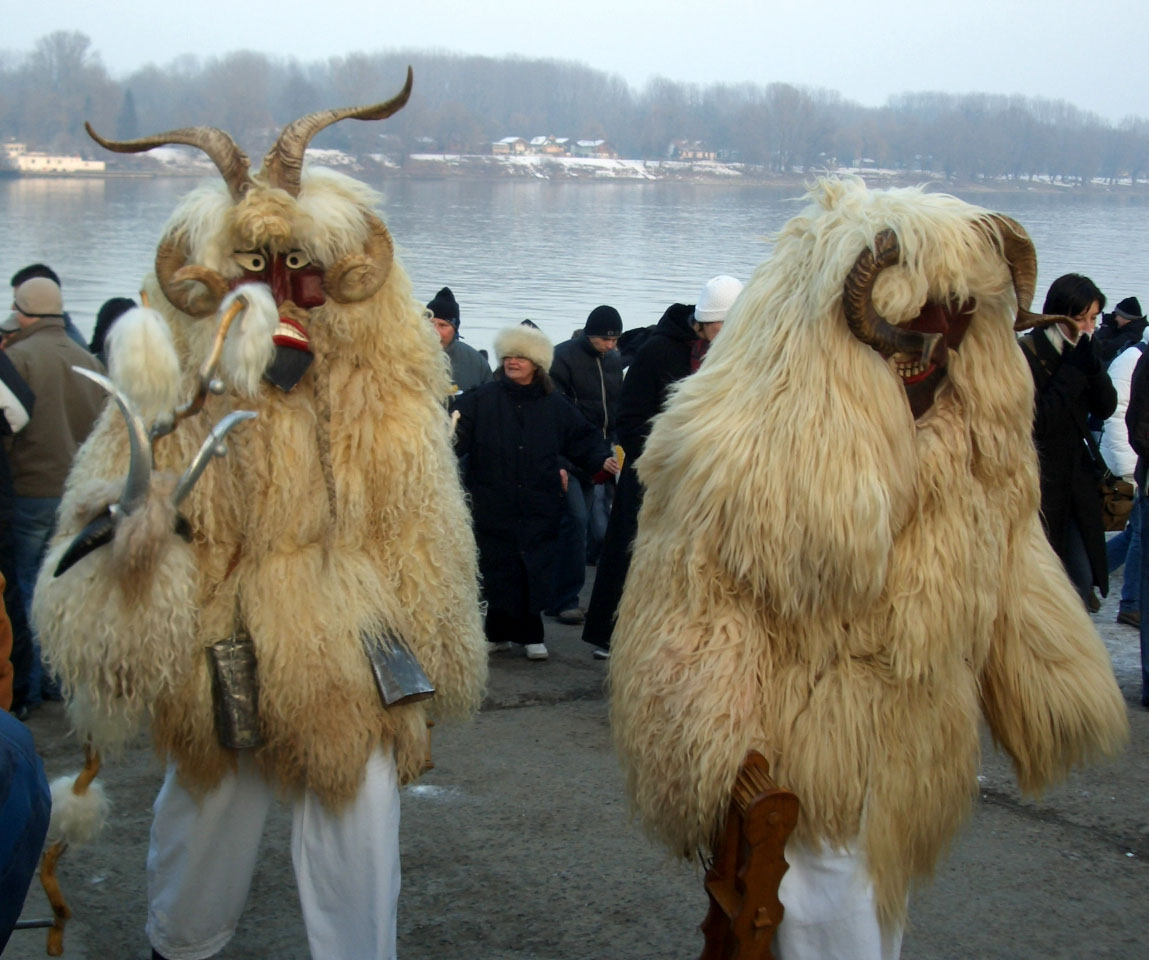
Busójárás
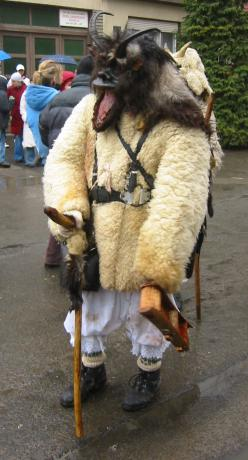
Busójárás